# Atomaria rhenonum
Atomaria rhenonum é uma espécie de insetos coleópteros polífagos pertencente à família Cryptophagidae.
A autoridade científica da espécie é Kraatz, tendo sido descrita no ano de 1853.
Trata-se de uma espécie presente no território português.